# Legal tech
Legal tech — отрасль бизнеса, специализирующаяся на информационно-технологическом обслуживании профессиональной юридической деятельности, а с конца 2000-х годов — и на предоставлении потребителям юридических услуг с использованием информационных технологий.
Предоставление потребителям юридических услуг с использованием информационных технологий реализуется посредством онлайн-посредничества между заказчиком и юридической фирмой либо предоставление инструментов для юридического самообслуживания, исключающих необходимость обращения к профессиональным юристам. Кроме того, можно говорить о движении legal tech, целью которого является пересмотр традиционных взглядов на разрешение юридических вопросов путём внедрения современных информационных технологий в сфере правовых услуг.

## Категории решений legal tech
Решения legal tech можно поделить на три широкие категории:
- Инструменты реализации. Это технологии общего характера, обеспечивающие возможность использования иных цифровых средств. Некоторые из них не являются специфичными для правовой области (например, системы облачного хранения данных и компьютерной безопасности), другие созданы специально для использования в юридической деятельности.
- Технологии обеспечения организационной работы, повышающие эффективность движения дела внутри организации, а также бэк-офиса: отдела кадров, развития бизнеса, бухгалтерии, биллинга и т. д. Подобные технологии используются во многих юридических фирмах, но далеко не всегда полностью интегрированы в бизнес-процессы.
- Технологии решения основных правовых задач, облегчающие работу юристов или полностью их заменяющие. Можно выделить несколько подкатегорий таких технологий:
  - Онлайн-сервисы, предлагающие типовые решения для определённой категории юридических вопросов, поддающихся стандартизации.
  - Технологии, упрощающие выполнение не требующих навыка задач, таких как подготовка черновиков стандартных писем, контроль сроков выполнения, либо автоматизирующие повторяющиеся задачи, такие как подготовка и анализ типовых договоров, выявление проблемных положений в документах для дальнейшего анализа.
  - Технологии, уменьшающие трудоёмкость работы юриста, в частности, анализ данных предыдущих судебных решений и оценка перспектив разбирательства по текущему делу.

В будущем можно ожидать появления новых технических решений, основанных на наработках в области искусственного интеллекта, решающих ещё более сложные юридические задачи.

## Legal tech в мире
Пионером во внедрении решений legal tech стали США, где в начале 2000-х годов стали появляться стартапы, активно внедряющие информационные технологии в решение задач юридического характера. Среди первых таких компаний можно назвать Rocket Lawyer и LegalZoom, предоставляющие услуги создания динамических документов, умных контрактов и правовых консультаций.
Ввиду специфики национальных правовых систем, большая часть компаний в области legal tech ориентирована прежде всего на локальный рынок. Поэтому, несмотря на активный рост рынка данных услуг в США, основные его игроки не спешили глобализировать свою деятельность. Европейский рынок legal tech на порядок меньше американского. При этом в отдельных странах, в частности во Франции и Бельгии, индустрия legal tech более развита, чем в соседних государствах. Как указывает Romain Keppenne, это может быть связано с большей сложностью правовой системы данных государств.
Формой legal tech, присутствующей на рынках многих государств мира, являются услуги по информационно-технологическому обеспечению бухгалтерского учёта и финансового управления, практически исключившие необходимость в среднем юридическом персонале (паралегал). Многие стартапы специализируются на предоставлении возможности конструирования «умных» форм документов (например, договоров), учитывающих особенности законодательства и способных динамически изменяться в зависимости от конкретных условий. Глобализация этой области рынка увеличивается: например, рынок данных услуг в австрало-азиатском регионе поделён между компаниями Dragon Law и LawCanvas.
Однако в целом в азиатском регионе legal tech не получили большого развития, что связано с закрытостью большей части юридических данных, не позволяющей использовать инструменты «больших данных» для их анализа, а также изолированность рынков. Однако потенциал для развития данной индустрии в азиатском регионе велик, если удастся преодолеть трудности, препятствующие её развитию.

## Уберизация
Отмечается, что развитие рынка legal tech оказывает разрушительное воздействие на традиционные формы оказания юридических услуг, не успевающие адаптироваться к быстрому развитию информационных технологий и потребности в онлайн-присутствии.
На этой почве происходит «уберизация» рынка юридических услуг: появляются стартапы, позволяющие получить персональную консультацию юриста через Интернет, не заключая постоянного договора на оказание юридических услуг. Создаются также сервисы, позволяющие за фиксированную сумму получить необходимые документы для мирного разрешения юридического спора или подачи иска в суд.

### Повышение эффективности работы профессиональных юристов
Инструменты, позволяющие ускорить подготовку и оценку правовых требований, упрощают работу профессиональных юристов. Использование справочных правовых и иных информационных систем уменьшает издержки, связанные с правовым анализом дела, а также позволяет более точно оценить перспективы судебного разбирательства путём анализа предыдущей судебной практики и поиска максимально схожих по своим обстоятельствам дел. В конечном итоге это уменьшает трудозатраты юриста, повышает эффективность и качество его работы и снижает издержки клиента.
Однако на этом направлении внедрения legal tech возникают проблемы, связанные с самостоятельностью юриста. Использование информационных технологий, автоматизирующих процесс принятия решений, не вызывает возражений только в случае, если процесс оценки и его конечный результат может быть понят юристом, ведущим дело. Предоставление клиенту рекомендаций, не основанных на собственном понимании обстоятельств дела и применимых норм права, может рассматриваться как нарушение профессиональной этики.

### Альтернативные способы разрешения споров
Использование legal tech позволяет избежать использования традиционных способов разрешения юридических споров. Создаются специализированные посреднические сервисы (например, по оспариванию постановлений об административных правонарушениях, вынесенных на основании данных средств автоматизированного контроля), оценивающие перспективы судебного разрешения дела на основе данных, введённых в онлайн-опроснике, и предлагающие услуги по представительству в суде за процент от суммы, получаемой при выигрыше дела. Перспективным является также создание онлайн-сервисов разрешения споров на основе примирительных процедур.

### Повышение эффективности правосудия
Использование информационных технологий позволяет повысить эффективность работы судей, например за счёт использования программного обеспечения, помогающего выделить ключевые моменты и правовые вопросы спора, а также поиска решений по делам, в которых выдвигались сходные или идентичные аргументы для повторного использования их текста. Хотя полностью «компьютерное» принятие судебных решений вряд ли будет принято обществом в обозримый период, вполне возможной является автоматизированная подготовка их черновых вариантов с предоставлением сторонам возможности ознакомиться с ними и, возможно, отказаться от иска, избежав судебных издержек.
Такие процессы вызывают беспокойство профессиональных игроков рынка юридических услуг, но предсказать, насколько существенным это влияние будет в длительной перспективе сложно, так как падение стоимости юридических услуг из-за распространения подобных сервисов может быть скомпенсировано ростом спроса на них.

## Перспективы внедрения legal tech

### Предупреждение конфликтов
Для legal tech характерно внедрение инструментов, обеспечивающих соблюдение прав сторон, в сами контракты. В так называемых умных контрактах обязательства сторон и все последствия их нарушения не просто включаются в сами контракты, но и приводятся ими в силу. В случае нарушения договорного обязательства правовосстанавливающие меры или взыскание убытков производится без всяких промежуточных шагов. Примером такой схемы может быть списание абонентских платежей за услуги связи только при условии доступности услуг для потребителя.
Предупреждение конфликтов может происходить также за счёт внедрения «интернета вещей» (Internet of Things). Например, централизованная торговая платформа, используя датчики «умных» устройств, может оценить качество составных частей продукта и узнать многое о проблемных местах в производственной цепочке. Немедленный учёт подобных данных платформой стимулирует производителей к выпуску на рынок более качественных продуктов и уменьшению числа конфликтов, связанных с выполнением контрактов.

### Повышение правовой грамотности населения
Одним из направлений legal tech является разработка инструментов, делающих возможной юридическую оценку обстоятельств дела неспециалистами. Эти инструменты ориентированы на малый бизнес, не имеющий собственного юридического отдела, и конечных потребителей. Разрабатывается программное обеспечение, позволяющее без помощи юристов анализировать и готовить правовые документы, частично автоматизировать процесс принятия решений по юридическим вопросам, составлять черновики договоров, завещаний и прочих документов. Происходит внедрение создававшихся во второй половине XX века теоретических разработок, направленных на машинное решение юридических вопросов. В перспективе это позволит уменьшить число ошибок, сопровождающих совершение юридических действий за счёт того, что компьютерные системы могут анализировать весь массив правовых норм и прецедентов, а также повысить доступность юридических услуг за счёт снижения стоимости.